# Wiktionary

Biểu trưng của Wiktionary tiếng Việt

Wiktionary là một trong những dự án trực thuộc Quỹ Hỗ trợ Wikimedia, cùng với Wikipedia, để biên soạn một bộ từ điển nội dung mở dùng hệ thống wiki, bao gồm nhiều ngôn ngữ. Dựa vào ý tưởng của ông Daniel Alston, nó được thành lập vào ngày 12 tháng 12 năm 2002. Vào ngày 29 tháng 3 năm 2004, hai phiên bản ngôn ngữ đầu tiên của Wiktionary được mở cửa, tiếng Pháp và tiếng Ba Lan. Sau đó, nhiều phiên bản ngôn ngữ khác được bắt đầu và đang được phát triển. Wiktionary đã ở một địa chỉ tạm đến ngày 1 tháng 5 năm 2004, khi nó được di chuyển đến địa chỉ chính của nó. Wiktionary tiếng Anh đã có hơn 896.000 mục từ và Wiktionary tiếng Việt là phiên bản ngôn ngữ lớn thứ năm có hơn 228.000 mục từ (tháng 9 năm 2009).
Khác với nhiều từ điển thường chỉ bao gồm một hai ngôn ngữ, Wiktionary gồm mục từ thuộc mọi ngôn ngữ.